# Glacier des Ravines Rousses
Le glacier des Ravines Rousses est un glacier de Suisse, dans le massif du Mont-Blanc.
Il naît sur l'adret de la pointe des Ravines Rousses, à environ 3 200 mètres d'altitude, et se dirige vers le sud en direction du glacier de Saleinaz. Il est voisin du glacier des Plines au sud-ouest de l'autre côté de la crête reliant le roc à la pointe des Plines et des glaciers d'Orny au nord et du Trient au nord-ouest sur l'ubac du roc des Plines, de la pointe des Ravines Rousses et du Portalet.